# Союз руських молочарських спілок
Сою́з ру́ських молоча́рських спіло́к — спілка українських молочарських кооперативів Галичини, більш відома від середини 1920-х років під назвою «Маслосоюз». Провідними діячами організації були: Євген Олесницький, Остап Нижанківський, Андрій Палій, Микола Рибак, Микола Рогуцький, Юліян Павликовський, Іларіон Бачинський, М. Денисюк та ін.

## Історія

Дирекція Маслосоюзу у 1925 році. Зліва направо: Андрій Палій, Ольга Бачинська, Андрій Мудрик

«Союз руських молочарських спілок» заснований у 1904—1905 роках в селі Завадові поблизу Стрия, при філії товариство «Просвіта».
Ініціатором та керівником кооперативу був місцевий греко-католицький священник о. Остап Нижанківський, який очолював спілку до першої світової війни, а 1919 року був підступно вбитий поляками.
У 1907 році перетворений на «Крайовий союз господарсько-молочарський».
До 1914 року об'єднував близько 100 невеликих молочарських спілок, куди селяни здавали близько 7,5 млн. л молока. З цієї кількості вироблялося на рік близько 300 тис. кг масла.
Після Першої світової війни спілка відновила свою діяльність. Улітку 1923 року у Стрию було створено її Станиславівську філію. 25 березня 1924 року в Стрию відбулись загальні збори «Крайового союзу», на яких обрали нову дирекцію з числа добре підготовлених фахівців (Андрій Палій, Андрій Мудрик та Олекса Лис). У міжвоєнний період в «Маслосоюзі» було багато спеціалістів, що мали спеціальну освіту, здобуту за кордоном — Ольга Бачинська, Михайло Хроновят, Андрій Палій, Андрій Мудрик, Тома Котик та інші.
18 червня 1925 року на загальних зборах «Крайового союзу господарсько-молочарського» було внесено зміни до статуту, організаційної структури. Тоді ж була змінена назва спілки на «Маслосоюз». У 1925 році торговельний оборот Маслосоюзу сягнув 860 тис. злотих проти 200 тис. злотих у 1924 році. У Станіславові, Львові, Перемишлі були відкриті нові філії й відділи, при яких діяли фірмові крамниці. З 1926 року українське масло почали експортувати.
У 1927 році централя (центральний офіс) «Маслосоюзу» переїхала з Стрия до Львова, й отримала назву «Головна торговельна агентура Маслосоюзу у Львові». Цього ж року «Маслосоюз» придбав перший вантажний автомобіль. У 1928 році відділи й крамниці «Маслосоюзу» відкрилися у Луцьку та Більську на Підляшші.
Торговий відділ Маслосоюзу був розташований у Львові за адресою вул. Костюшка, 1а, а 1932 року переселився до власного приміщення на вулиці Бартоша Гловацького, 23 (нині вулиця Ярослава Головацького).
Експорт масла у 1935 році досяг 423 т. Обороти організації у 1938 році — 12,1 млн злотих. До другої світової війни кооператив об'єднував 500 000 з усіх 800 000 господарств Західної України.
Після подій золотого вересня 1939 року «Маслосоюз» включено до так званої молочарської кооперації, яка була кооперацією лише за назвою. Відновив свою діяльність під час німецької окупації, захищаючи права українського населення від німців. Остаточно ліквідований у 1944 році.